# Bielbaw
Bielbaw (dawniej Christian Dierig AG) – przedsiębiorstwo produkujące tkaniny, obecne ponad 200 lat na  dolnośląskim rynku tekstylnym. W 2008 r., po ogłoszeniu upadłości, markę Bielbaw zakupiła spółka Greno.

## Produkcja
| - satynowe - z kory - z płótna - flanelowe | - koszulowe - ubraniowe - roletowe | - meble ogrodowe - wózki dziecięce |

## Historia
Przedsiębiorstwo powstało w 1805 roku. Jego założycielem był Christian Gottlob Dierig. Skupiał on miejscowych chałupników produkujących tkaniny bawełniane. Było to jedno z pierwszych takich przedsiębiorstw na Dolnym Śląsku.
Mimo zniszczeń, jakie odniósł zakład w czasie powstania tkaczy śląskich w 1844, potomkom Dieriga udało się w następnych latach doprowadzić przedsiębiorstwo do świetności. Pod nazwą Christian Dierig AG stało się ono w II poł. XIX w. największą fabryką tekstylną na Dolnym Śląsku. W czasie II wojny światowej dla Christian Dierig AG pracę świadczyły też kobiety z obozu Frauen Wohnlager XXII w Gellenau (Jeleniów).
Główne zakłady Dieriga w Bielawie zostały w 1945 znacjonalizowane przez państwo polskie, jednak dzięki posiadaniu fabryki w Augsburgu w zachodniej strefie okupacyjnej Niemiec, spółka Christian Dierig AG zachowała ciągłość prawną, i kierowana jest przez rodzinę Dierigów do dziś.
Zakłady w Bielawie funkcjonowały po 1945 jako Państwowa Fabryka Wyrobów Bawełnianych Nr 1, popularnie jednak zwane były Bielawską Jedynką. Od 1950 przyjęły nazwę Bielawskich Zakładów Przemysłu Bawełnianego im. II Armii Wojska Polskiego, którą rozszerzono potem o łatwiej rozpoznawalny skrót Bielbaw.
Do niedawna w Bielawie istniały przedsiębiorstwa włókiennicze – Bielbaw oraz Bieltex, które ogłosiły upadłość. W okresie swojej świetności zatrudniały 10 tys. pracowników.
W roku 1992 przedsiębiorstwo państwowe BZPB im. II Armii Wojska Polskiego „Bielbaw” przekształcone zostało w jednoosobową spółkę Skarbu Państwa. W styczniu 2008 r. zakład ogłosił upadłość, a w maju 2008 r. wyłączne prawa do marki Bielbaw nabyła firma Greno. Firma posiada również prawa do marki Frotex.